# Cédric Lachat
Cédric Lachat (* 17. August 1984 in Porrentruy) ist ein Schweizer Sportkletterer.
Er gewann mehrmals die Schweizer Meisterschaft im Schwierigkeitsklettern und Bouldern. Seine grössten Wettkampferfolge sind der Gewinn der Jugendweltmeisterschaft in Canteleu (Frankreich), danach bei den Herren mehrere Weltcupgewinne, ein 1. Rang in der Kombinationswertung der Europameisterschaft in Paris 2008 sowie der Gewinn des prestigeträchtigen Rockmasters in Arco 2010. Im Jahr 2010 konnte er auch die Europameisterschaft im Bouldern gewinnen, sowie die Kombinationswertung der Europameisterschaft Imst/Innsbruck. 2013 gab er seinen Rücktritt vom Wettkampfklettern bekannt.
Neben seinen Wettkampferfolgen gelangen Lachat zahlreiche Begehungen von Sportkletterrouten bis zum Schwierigkeitsgrad 9b. Er kletterte zudem mehrere schwierige Mehrseillängen-Routen.
Im Mai 2023 kletterte er mit Fantasia 38-jährig erstmals eine Route im Grad 9b.

## Internationale Wettkampfresultate
- 2002 – Sieg bei der Jugendweltmeisterschaft im Schwierigkeitsklettern in Canteleu.
- 2005 – Sieg beim Weltcup im Schwierigkeitsklettern in Zürich.
- 2005 – 4. Platz Weltmeisterschaft im Schwierigkeitsklettern in München.
- 2005 – 3. Platz Europameisterschaft in der Kombination in München.
- 2006 – 2. Platz Europameisterschaft im Schwierigkeitsklettern in Jekaterinburg.
- 2006 – 2. Platz Weltcup im Schwierigkeitsklettern in Kranj.
- 2007 – 3. Platz Weltcup im Schwierigkeitsklettern in Zürich.
- 2007 – 3. Platz Weltmeisterschaft im Schwierigkeitsklettern in Avilés.
- 2007 – 3. Platz Weltmeisterschaft im Bouldern in Avilés.
- 2007 – 2. Platz Weltmeisterschaft in der Kombination in Avilés.
- 2007 – Sieg beim Weltcup im Schwierigkeitsklettern in Kranj.
- 2008 – 3. Platz Europameisterschaft im Bouldern in Paris.
- 2008 – Sieg bei der Europameisterschaft in der Kombination in Paris.
- 2010 – 2. Platz beim Boulderweltcup in Sheffield.
- 2010 – Sieg beim Rockmaster in Arco im Bouldern.
- 2010 – Europameister im Bouldern, Innsbruck
- 2010 – Europameister Kombinationswertung, Imst/Innsbruck.
- 2012 – 2. Platz Weltcup im Schwierigkeitsklettern, Puurs.
- 2013 – 3. Platz Weltcup im Schwierigkeitsklettern, Briançon.

## Erfolge am Fels

### Sportklettern
- Underground (9a) in Massone, Arco, 2007[4]
- A Muerte (9a) in Siurana, Spanien, 2009
- China crisis (8b+), onsight in Oliana, Spanien, 2009
- Bah Bah Black Sheep (8c+) in Céüse, Frankreich, 2010
- La part du diable (8c+) in Céüse, 2010
- Papichulo (9a+) in Oliana, Spanien, April 2011[5]
- Jungfraumarathon (9a) in Gimmelwald, 2018[6]
- La Cène du Roi Lézard (9a+) in Jansegg (Fribourg), 2018, erste Wiederholung[7]
- La Rambla (9a+) in Siurana, 2019
- American Hustle (8c) in Oliana, onsight, 2020
- Joe Mama (9a+) in Oliana, Februar 2020
- Super Crackinette (9a+) in Saint-Léger, Dezember 2020[8]
- At Home Cornus (9a+) in Vercors, März 2023, Erstbegehung[9]
- Fantasia (9b) in Vercors, Mai 2023, Erstbegehung[3]
- Chilam Balam (9a+/b) in Málaga, Spanien, November 2023[10]

### Mehrseillängen
- Hotel Supramonte (8b, 10 Seillängen) auf Sardinien[11], 2010
- Délicatessen (8b, 10 Seillängen, erste Wiederholung) auf Korsika, zusammen mit Nina Caprez, Mai 2011[12]
- Silbergeier (8b, 6 Seillängen) in Rätikon, mit Nina Caprez, 2011[13]
- Orbayu (8c, 13 Seillängen), Picos de Europa, mit Nina Caprez, 2016
- Fly (8c, 20 Seillängen, erste Wiederholung), Staldenflue, mit Tobias Suter, 2019[14]
- Yeah Man (8b+, 9 Seillängen), Gastlosen, mit Mélissa Le Nevé, 2019[15]
- WoGü (8c, 7 Seillängen), Rätikon, mit Nina Caprez, 2020[16]